# سباستین کو

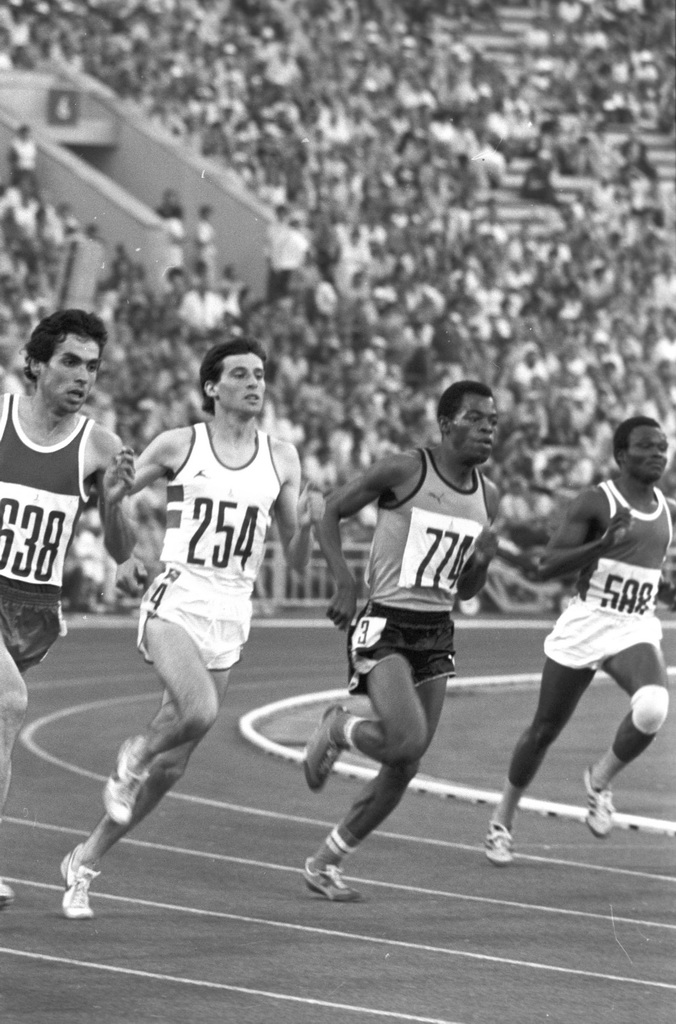
سباستین کو (شماره ۲۵۴) در مسابقهٔ ۸۰۰ متر المپیک مسکو

سباستین نیوبولد کو (به انگلیسی: Sebastian Newbold Coe) (متولد ۲۹ سپتامبر ۱۹۵۶ در لندن) سیاستمدار و مدیر ورزشی بریتانیایی و دوندهٔ سابق دوهای نیمه‌استقامت است. وی با کسب دو مدال طلای المپیک‌های ۱۹۸۰ مسکو و ۱۹۸۴ لس‌انجلس در رشتهٔ ۱۵۰۰ متر و دو مدال نقره در رشتهٔ ۸۰۰ متر و ثبت ۱۴ رکورد جهانی در مسافت‌های مختلف دو نیمه‌استقامت - از جمله سه رکورد جهانی در طول تنها ۴۱ روز در سال ۱۹۷۹ - از بهترین دونده‌های نیمه‌استقامتی تاریخ محسوب می‌شود. رکورد ۱:۴۱.۷۳ وی در ۸۰۰ متر در سال ۱۹۸۱ تا سال ۱۹۹۷ رکورد جهانی این رشته باقی‌مانده بود.
کو پس از پایان ورزش قهرمانی به سیاست و فعالیت‌های اجرایی روی آورده و از سال ۱۹۹۲ تا ۱۹۹۷ نمایندهٔ حزب محافظه‌کار در مجلس عوام بریتانیا بود. در سال ۲۰۰ درجهٔ اشرافی «بارون» را دریافت کرد و به عضویت مادام‌العمر در مجلس اعیان بریتانیا درآمد. وی ریاست کمیته سازمان‌دهی المپیک ۲۰۱۲ لندن را بر عهده داشت و از سال ۲۰۰۷ به عنوان نایب رئیس اتحادیه بین‌المللی فدراسیون‌های دو و میدانی انتخاب شده‌است. وی که فارغ‌التحصیل دانشگاه لاوبورو است از سال ۲۰۱۲ به عنوان نایب رئیس این دانشکاه انتخاب شده و از همین سال ریاست کمیته المپیک بریتانیا را هم بر عهده دارد. سباستین کو یکی از ۲۴ ورزشکاری است که نام آنها در تالار افتخارات اتحادیه بین‌المللی فدراسیون‌های دو و میدانی به عنوان اعضای اولیه ثبت شده‌است.

## رکوردهای شخصی
| مسافت             | رکورد   | تاریخ |
| ----------------- | ------- | ----- |
| ۴۰۰ متر           | ۴۶٫۸۷   | ۱۹۷۹  |
| ۸۰۰ متر           | ۱:۴۱٫۷۳ | ۱۹۸۱  |
| ۸۰۰ متر داخل سالن | ۱:۴۴٫۹۱ | ۱۹۸۳  |
| ۱۰۰۰ متر          | ۲:۱۲٫۱۸ | ۱۹۸۱  |
| ۱۵۰۰ متر          | ۳:۲۹٫۷۷ | ۱۹۸۶  |
| یک مایل           | ۳:۴۷.۳۳ | ۱۹۸۱  |
| ۲۰۰۰ متر          | ۴:۵۸٫۸۴ | ۱۹۸۲  |
| ۳۰۰۰ متر          | ۷:۵۴٫۳۲ | ۱۹۸۶  |
| ۵۰۰۰ متر          | ۱۴:۰۶٫۲ | ۱۹۸۰  |